# جی توماس ایوانز
جی توماس ایوانز(به انگلیسی: Jay Thomas Evans)(زادهٔ ۲۱ ژانویه ۱۹۳۱ میلادی-درگذشتهٔ ۱۸ مارس ۲۰۰۸ میلادی) کشتی گیر آمریکایی بود؛ وی در بازی های المپیک تابستانی ۱۹۵۲ در کشتی آزاد به مدال نقره دست یافت و همچنین در بازی های المپیک تابستانی ۱۹۵۶ شرکت کرد.